# Ciclosis
La ciclosis es un movimiento permanente giratorio de algunos de los orgánulos celulares vegetales, facultativamente los cloroplastos. Se produce de una forma regular o irregular en el citoplasma y los componentes celulares vegetales, como ocurre en las algas Chara y Nitella. Su función es la de facilitar el intercambio de sustancias intracelularmente o entre la célula y el exterior. Este movimiento varía fundamentalmente dependiendo del estado de la célula o por un agente externo que lo estimula.
El movimiento en sí está causado por el citoesqueleto, más bien, por los microfilamentos de actina que lo forman, y desplaza el citoplasma junto con los cloroplastos y otros de los orgánulos contenidos en él, como las mitocondrias. También se ha observado en los reinos Fungi, Animalia y Protista (unicelulares). No obstante, son mucho menos frecuentes, puesto que carecen de vacuolas de las dimensiones de las vegetales.

## Función
Se produce por el hecho de que las células vegetales poseen una gran vacuola en posición que ocupa en torno al 90% del volumen celular. Esto desplaza los orgánulos, núcleo incluido, a la periferia celular. Estas ciclosis o corrientes citoplasmáticas hacen girar los orgánulos y estructuras alrededor de la vacuola, haciendo cambiar, así su posición y facilitando el tráfico de sustancias.